# Ponte Sul
Le village de Ponte Sul (ou Ponte do Sul) est situé dans l'île de Santo Antão en république du Cap-Vert, sur une plaine de moyenne altitude, à 7 kilomètres de la ville principale Porto Novo.
Le village accueille actuellement un terrain de football au bord de la route principale.
Ce site a été choisi pour la construction du nouvel aéroport de l'île en remplacement de l'aérodrome de Ponta do Sol doté d'une piste de seulement 600 mètres ,et dont l'activité a été suspendue en 2012 pour des raisons de sécurité.
Le nouvel aéroport sera relié à Porto Novo par une route bitumée construite dans le cadre d'un projet de travaux routiers et de modernisation des infrastructures de transport lancé par le ministère cap-verdien des Infrastructures, des Transports et des Télécommunications.